# Nevskyella
Nevskyella är ett släkte av insekter som beskrevs av Ossiannilsson 1954. Nevskyella ingår i familjen borstbladlöss.
Släktet innehåller bara arten Nevskyella fungifera.